# La casa 4 (Witchcraft)
La casa 4 - Witchcraft (noto anche con il titolo Witchery) è un film dell'orrore del 1988 diretto da Fabrizio Laurenti (accreditato come Martin Newlin) e interpretato da David Hasselhoff e Linda Blair.
Si tratta del secondo sequel apocrifo della serie La casa di Sam Raimi, successivo a La casa 3 - Ghosthouse di Umberto Lenzi. Fu distribuito con tale titolo proprio per approfittare del successo ottenuto dalle due opere di Raimi (La casa e La casa 2) e attirare più gente possibile al cinema. A differenza degli altri sequel abusivi, La casa 4, oltre che vantare nel proprio cast alcuni nomi di tutto rispetto come David Hasselhoff e Linda Blair, è stato girato con una certa professionalità da Fabrizio Laurenti che ritornerà al cinema horror come regista di Contamination .7.

## Trama
In una spettrale isoletta al largo del Massachusetts sorge un solo edificio, in cui si dice, anni prima si rifugiò una strega incinta per sfuggire alle persecuzioni. Per studiare questa leggenda si recano sul posto una giovane coppia, ed in seguito una intera famiglia in viaggio di affari. Qui la maledizione della strega si riversa in tutto il suo orrore sugli incauti visitatori, che uno per volta verranno sottoposti a crudeli e sanguinose torture.

## Produzione
Il successo finanziario de La casa 3 - Ghosthouse portò il produttore Joe D'Amato e il distributore Achille Manzotti (gruppo BEMA) a sviluppare un nuovo sequel apocrifo. Il regista originale del film, Umberto Lenzi, suggerì una storia simile a quella di Psyco, ma si rese conto che i produttori non erano interessati all'idea.
Manzotti spinse Joe D'Amato a ingaggiare l'attrice Bette Davis per il ruolo della strega nel film, ma alla fine scelse Hildegard Knef. Nel cast figurano anche David Hasselhoff, che era famoso in Italia grazie alla serie televisiva Supercar, e, su suggerimento del regista Claudio Lattanzi, Leslie Cumming, che era precedentemente apparsa in Killing Birds. , da lui diretto e prodotto sempre da d'Amato. 
La regia venne affidata al giovane Fabrizio Laurenti, che aveva da poco fatto il suo debutto da regista con una pellicola di trenta minuti sui vampiri intitolata The Immigrant. Il film è stato girato tra Scituate e Cohasset, nel Massachusetts. La colonna sonora del film è stata presa da Killing Birds e in seguito riutilizzata ne La casa 5.

## Distribuzione
Il film è stato inizialmente distribuito nella Germania Ovest il 1º dicembre 1988 col titolo Hexenbrut. È in seguito uscito al cinema in Giappone il 1º luglio 1989 e in home video negli Stati Uniti il 6 luglio 1989, prima di venire distribuito anche nelle sale italiane dal Gruppo Bema il 6 agosto 1989. Il film ha ottenuto ottimi riscontri al botteghino in Italia, risultando il 60º più alto incasso dell'anno con 1.283.194.000 lire a livello nazionale, e collocandosi una posizione al di sotto del film The Abyss di James Cameron.
Successivamente a La casa 4 (Witchcraft), Fabrizio Laurenti realizzò un altro film per Joe D'Amato intitolato Contamination .7.

## Accoglienza
Maurizio Porro del Corriere della Sera raccomandò il film ai fan del genere che "avranno comunque di che gustare [...] la solita filastrocca all'americana sulle nevrosi di famiglia".

## Sequel
Il film fu seguito da La casa 5 (1990), diretto da Claudio Fragasso.
Inoltre, per continuare a sfruttare il successo del franchise, alcuni sequel di House furono distribuiti così:
- La casa di Helen (House II: The Second Story) (1987), regia di Ethan Wiley
- La casa 7 (The Horror Show) (1989), regia di James Isaac

Il quarto capitolo (House IV) non subì la stessa sorte.